# 甲府市立南西中学校
甲府市立南西中学校（こうふしりつ なんせいちゅうがっこう）は、山梨県甲府市上石田にある公立中学校。「南西中」（なんせいちゅう）と略称される。甲府市立北東中学校と同時期に開校。
学園祭は「いちょう祭」と言う。

## 沿革
- 1960年
  - 4月1日 - 創立開校式を挙行し、入学式を甲府市立伊勢小学校の講堂で行う。相生・伊勢・国母が学区となる。校舎が完成していないため、甲府市立南中学校と甲府市立西中学校を借用して、仮校舎として使用する。
  - 9月 - 校舎完成、移転。
- 1961年1月28日 - 校歌制定[1]
- 1962年 - 新校舎落成式ならび記念祝賀式を挙行し、校旗を樹立する。
- 1963年 - 体育館が完成し、第1回卒業式を屋体で挙行する。
- 1966年 - プールが完成する。
- 1987年 - 甲府市立上条中学校新設により、学区が変更される。
- 1989年 - 創立30周年記念式典を行う。教育指針「日日に新たに」を決定する。
- 2004年 - 新校舎を着工する。
- 2009年 - 創立50周年記念式典を行う。

## 教育指標
学校教育指標
- 日日に新たに

学校教育目標
- 心豊かで確かな学力をもつ生徒の育成

## 校歌
1961年1月28日に制定。作詞は小林純一。作曲は中田喜直。

## 通学区域
- 伊勢1丁目（7～11番）・2 - 3丁目、高畑1 - 3丁目、上石田2丁目（7～20番・28～36番・41番）・3 - 4丁目、下石田2丁目、国母1丁目・2丁目（1～3番・5番〈1～4号・32～46号〉・8番〈1～11号・22～29号〉・9～22番）・3丁目・5丁目[2]